# Loivos do Monte
Loivos do Monte es una freguesia portuguesa del concelho de Baião, en el distrito de Oporto con 8,75 km² de superficie y 373 habitantes (2011). Su densidad de población es de 42,6 hab/km².
En el patrimonio histórico-artístico de la freguesia se cuenta la Casa de Arcouce, situada en el lugar se São Paio; edificio nobiliario original de 1612, con añadidos de los siglos XIX y XX, que ostenta en la fachada un escudo de piedra con las armas de los cuatro apellidos del propietario, Antonio de Azeredo Pinto de Araujo y Melo, señor de la casa de Penalva, originaria de la freguesia de Ancede, en el mismo concelho de Baião.